# 소프트웨어 마에스트로
소프트웨어 마에스트로는 2010년부터 과학기술정보통신부에서 운영하는 과정으로, 최우수 SW 인재를 발굴하여, 체계적이고 파격적인 지원을 통해 SW 산업 발전에 기여하기 위해 기획된 정부 지원 사업이다. 소프트웨어 산업 분야별 전문가를 멘토로 지정하여 도제식 교육방식을 통해 단계별 프로젝트를 수행하면서 지도받는 시스템이다.

## 선발 인원
연수생 모집 및 선발과정을 거쳐 연수생을 선발하며, 소프트웨어 마에스트로 과정은 팀 프로젝트로 진행된다.
- 1~5기

총 100명의 연수생 선발
- 6~7기 운영방식

총 100명의 연수생 선발
- 8기 운영방식

총 100명의 연수생 선발
- 9기 운영방식

총 100명의 연수생 선발
- 10기 운영방식

총 150명의 연수생 선발

## 멘토단
- 기술/비기술 분야의 전문가들의 멘토단으로 소속되어 연수생의 프로젝트 활동에 대한 멘토링을 지원한다.

선정한 51인의 프로그래밍 전문가가 현재 멘토단에 소속되어 있다.

## 연수생 지원
마에스트로 연수생 에게는 IT기기 구매 지원(최대 200만원)과 자기주도형 학습 지원, 팀프로젝트 활동비 지원, 전용 연구공간 제공 등의 혜택이 있다.

## 연수 센터
주소: 서울 강남구 테헤란로 311(역삼1동 702-10 아남타워) 6층, 7층

### 관련 기사
- "세계 최고 SW 만들자" 개발 열기 후끈 매년 100명이 최종인증 놓고 서바이벌 프로젝트 진행  디지털타임스 | 2016년 6월 12일
- 미래부, '2016 SW마에스트로 100+ 컨퍼런스' 개최 보관됨 2017-09-06 - 웨이백 머신 이데일리 | 2016년 10월 18일
- SW 마에스트로 교육과정 업그레이드 착수 디지털타임스 | 2016년 8월 19일